# Carla Bruni
Carla Bruni-Sarkozy (nacida Carla Gilberta Bruni Tedeschi; Turín, 23 de diciembre de 1967) es una cantante, compositora, modelo y actriz ítalofrancesa. Fue primera dama de Francia al ser la tercera esposa del presidente francés Nicolas Sarkozy.

## Biografía

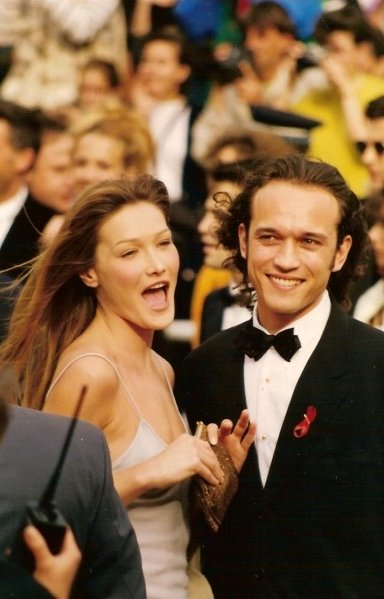
Bruni with actor Vincent Pérez at the Festival Internacional de Cine de Cannes de 1994.

Su padre, Alberto Bruni Tedeschi (1915-1996), fue un hombre de negocios y compositor de ópera, y su madre, Marisa Borini (1930), actriz y pianista. No obstante, el 9 de enero de 2008, Maurizio Remmert (1947), un hombre de negocios instalado en São Paulo, reveló que él era el verdadero padre biológico de Carla, nacida del amorío que habría tenido con Marisa Borini. Maurizio Remmert y Marisa Borini se conocieron en Turín y tuvieron una relación estable de la cual nació Carla Bruni. Remmert declaró que la filiación de Carla fue conocida por Alberto Bruni, quien siempre trató a Carla como si fuese su hija legítima. Poco tiempo después de la muerte de Alberto Bruni, la madre de Carla Bruni le contó la existencia de su verdadero padre.[cita requerida]
Su hermana mayor es la actriz, guionista y realizadora Valeria Bruni-Tedeschi (1964), su hermano mayor, Virginio (1960-2006), falleció en julio de 2006, a consecuencia de la enfermedad del sida a los cuarenta y seis años de edad. De su padre biológico tiene igualmente una medio hermana llamada Consuelo.
En 1975, su familia se instaló en Francia por temor de los secuestros de las Brigadas Rojas italianas. De muy joven Carla aprendió a tocar el piano y después la guitarra. Siempre se encontró rodeada de música desde su tierna infancia, dada la profesión de sus padres. Además, Carla heredó un gran gusto por el arte y la literatura y escritura.

## Carrera de modelo 1985-1997
Con diecinueve años dejó sus estudios para dedicarse al mundo de la moda y llegar a ser una modelo de las agencias parisinas. Posteriormente accede al nivel de Top Model en el año 1988, para convertirse en una estrella de las revistas de moda de los años 1980 y desfilar para los mejores diseñadores, como es el caso de Yves Saint Laurent, gran amigo de la modelo.
En 1995, firma para su primer papel como actriz, para la película Catwalk, de Richard Leacock y en 1998 para Paparazzi, de Alain Berberian. A la edad de veintinueve años termina su carrera como modelo, que duró diez años, para dedicarse por completo a la música.

## Carrera como autora, compositora e intérprete

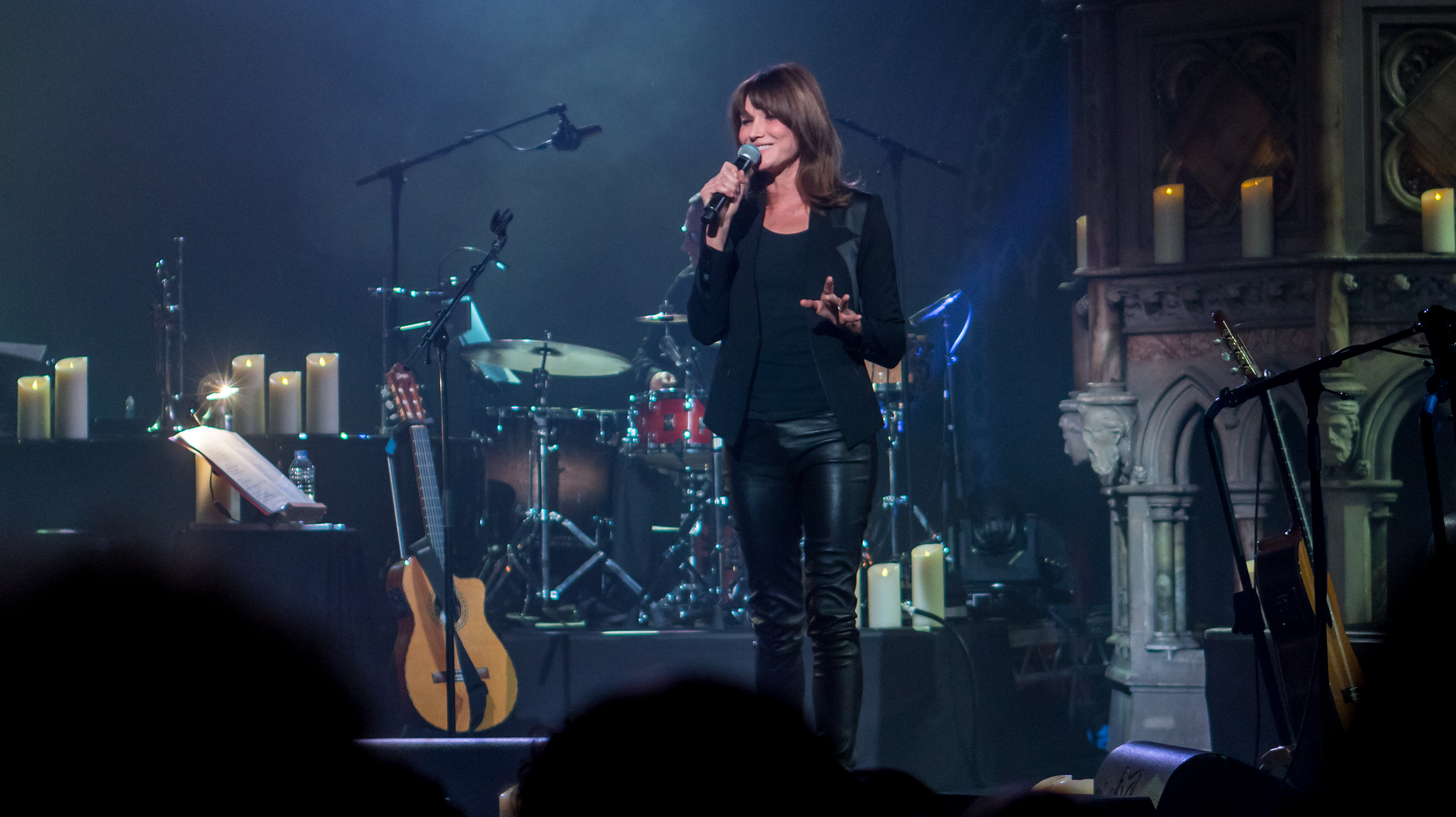
Bruni actuando en diciembre de 2017.

En 1999, conoció a Julien Clerc y le confiesa que compone y escribe canciones. Algunas semanas más tarde, le envía una letra que se titulará Si j'étais elle. Julien compone la música de esta canción y se lanza un álbum, "Si j'étais elle", junto con otros cinco títulos que fueron escritos por Carla Bruni. En el 2000 se vendieron más de 250 000 copias del mismo. En 2002 compone, con la ayuda de Louis Bertignac, la letra y la música de su disco Quelqu'un m'a dit. Carla interpreta y canta el disco acompañada solamente de una guitarra acústica. Fue muy bien acogido por la crítica y se vendieron más de dos millones de copias en todo el mundo.
Carla Bruni ganó el premio Raoul-Breton en 2003, otorgado por la sociedad de autores y compositores de música Sacem. Durante los Juegos Olímpicos de Turín 2006, Carla portó la bandera italiana el día de la ceremonia de apertura.
El 15 de enero de 2007, Carla vuelve a lanzar un disco, titulado No promises, en el cual acompaña su música con textos de poetas anglófonos como William Butler Yeats, Wystan Hugh Auden, Emily Dickinson, Christina Rossetti, Walter de la Mare o Dorothy Parker. De este disco solamente se vendieron 80 000 ejemplares en 2007.
El 11 de julio de 2008 Carla Bruni lanzó al mercado su cuarto disco, titulado Comme si de rien n'était, es el primero siendo esposa de un jefe de Estado y como primera dama de Francia. Vista la personalidad tan peculiar de la artista, este último álbum tuvo una rueda de prensa nunca antes vista[cita requerida]; los beneficios de dicho trabajo fueron abonados a la Fundación de Francia.
Su canción "Ballade at Thirty Five", del álbum No promises apareció en el episodio final de la temporada 5 de la serie “The L word”. Carla colaboró con Harry Connick Jr, en su álbum Your Songs, en una versión de "And I Love Her", de los Beatles.
En 2011 Carla Bruni participó, bajo la dirección de Woody Allen, en la película Midnight in Paris.
En 2013 publica su cuarto disco, titulado Little French Songs. El disco, y especialmente el primer sencillo, es una reivindicación de la belleza y sencillez de la chanson francesa frente a otras corrientes musicales más mayoritarias e internacionales.

## Vida privada

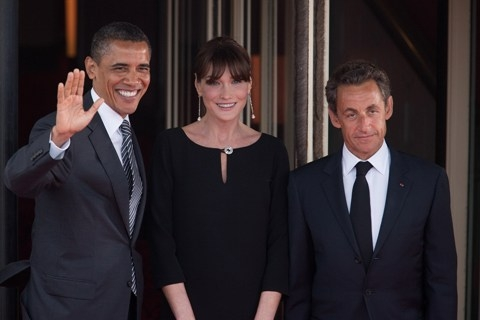
Carla Bruni con su marido Sarkozy y Obama, 2011.

En 2001 tuvo un hijo, Aurélien, con Raphaël Enthoven, hijo del editor literario Jean Paul Enthoven, con quien había estado relacionada anteriormente. En 2004 Carla se convertirá en la protagonista del best-seller Nada Grave, cuya autora es la exmujer de Raphael Enthoven, Justine Lévy. La autora, hija de Bernard Henri Levy, relata en el libro su proceso de divorcio.
En noviembre de 2007, Bruni conoce al entonces presidente de la República Francesa, Nicolas Sarkozy, recién divorciado, con quien contraería matrimonio el día 2 de febrero de 2008 en el palacio del Elíseo. Al mismo tiempo se deja ver acompañada de Maurizio Remmert, el hombre que había anunciado poco antes ser su padre biológico, y este acompaña al presidente durante un viaje oficial a Rumanía en febrero de 2008.
Carla Bruni dio a luz a una niña llamada Giulia el 19 de octubre de 2011 en la clínica de La Muette.

### Esposa del presidente de Francia (2008-2012)

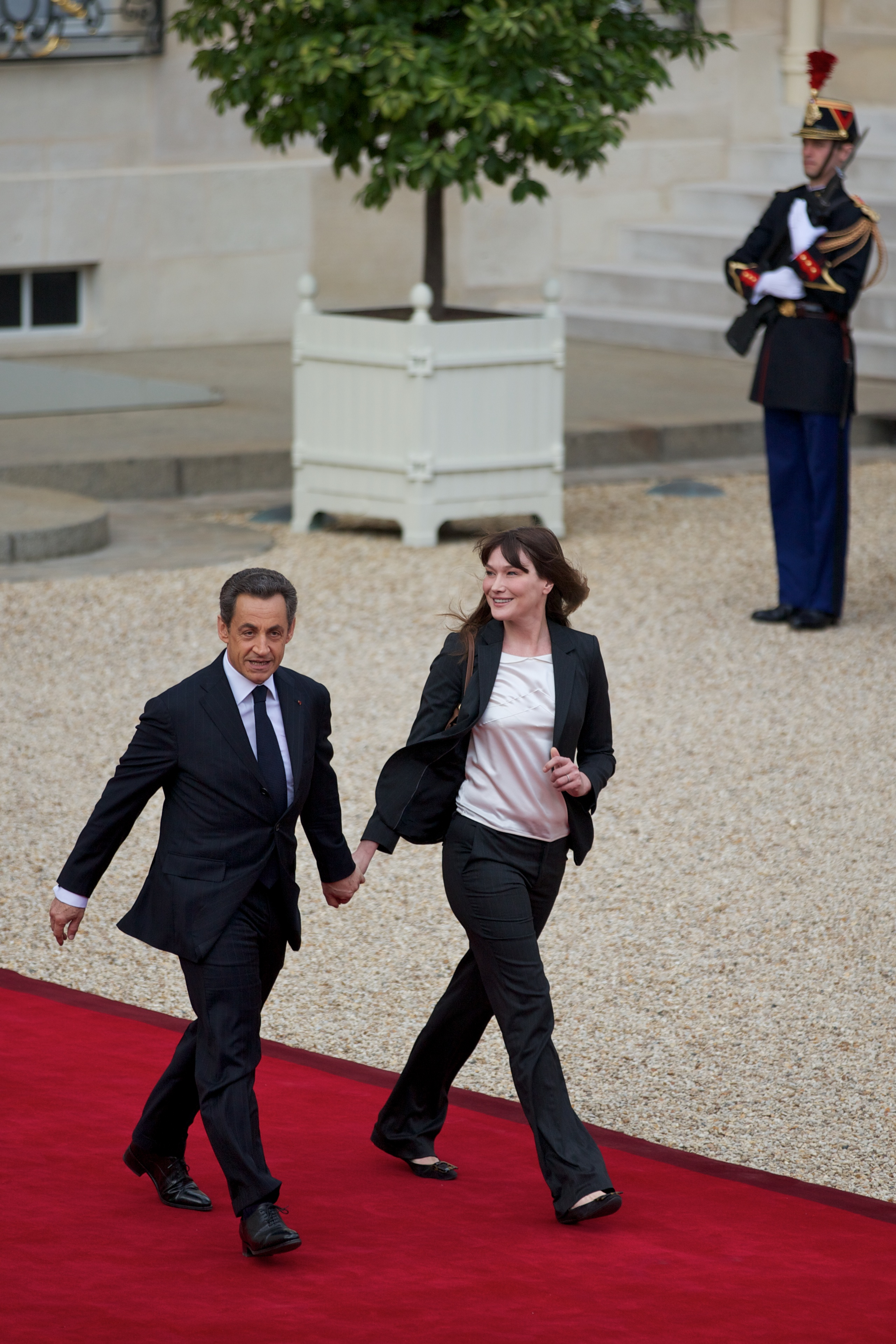
Nicolas Sarkozy y Carla Bruni saliendo del Palacio del Elíseo, 15 de mayo de 2012.

Como esposa del presidente, disponía de una oficina en la parte este del palacio presidencial, a continuación de los apartamentos privados con vistas al parque, así como un secretario personal. 
Aunque no tenía un papel bien definido en el plan constitucional, ella como la mayoría de sus antecesoras, tenía la obligación de acompañar y asistir a su marido o bien representarlo en muchos actos oficiales. De esta manera, lo acompañó a varias visitas de estado, como por ejemplo la visita oficial al Reino Unido, donde fueron recibidos por Isabel II, la visita del dalái lama a Francia en agosto de 2008, o la visita oficial que el matrimonio Sarkozy hizo a España en 2009.
Durante sus años de "primera dama", Bruni se comprometió de forma caritativa en el campo humanitario, especialmente en la lucha contra el sida. El 1 de diciembre de 2008, se convirtió en la embajadora mundial de las madres y de los niños contra la epidemia en el fondo mundial en contra del sida y la tuberculosis.
En octubre de 2009, lanzó su sitio web oficial para sus actividades como primera dama de Francia.
En enero de 2010, Carla emprendió su segundo viaje en relación con The Global Fund, para la que colabora en la lucha contra el sida. Esta fue a Benín y la anterior fue una visita a Burkina Faso.
Carla también recibió el mismo mes a 33 niños sobrevivientes al terremoto de Haití de 2010 que fueron adoptados por familias francesas.

## Discografía

### Álbumes
- 2002: Quelqu'un m'a dit (+1.300.000 copias)
- 2007: No promises (+580.000 copias)
- 2008: Comme si de rien n'était (+315.000 copias)
- 2013: Little French Songs[3]
- 2017: French Touch
- 2020: Carla Bruni
- 2020: The Best of Carla Bruni

### Otras apariciones
- 2016: Vole (sencillo benéfico con Nolwenn Leroy, Alain Souchon, Laurent Voulzy...)

## Filmografía
- Midnight in Paris (2011) de Woody Allen.
- Paparazzi (1998) de Alain Berbérian.
- Unzipped (1995) de Douglas Keeve.
- Prêt-à-porter (1994) de Robert Altman.

## Distinciones honoríficas
- Dama de la Orden de las Artes y las Letras (República Francesa, 26 de junio de 2003).[4]
- Dama Gran Cruz de la Real y Distinguida Orden de Carlos III (Reino de España, 24 de abril de 2009).[5]
- Dama Gran Cruz de la Orden Nacional del Mérito de Benín (República de Benín, 26 de enero de 2010).[6]